# Acrostichum
Acrostichum is een geslacht van drie soorten varens uit de lintvarenfamilie (Pteridaceae).
Acrostichum-soorten komen wereldwijd voor in (sub)tropische moerasgebieden, vooral in mangrovebossen.

## Naamgeving enetymologie
- Engels: Leatherferns, Mangrove ferns
- Duits: Mangrovenfarne

De botanische naam Acrostichum is een samenstelling van Oudgrieks ἄκρος (akros), 'uiterste' en στίχος (stichos), 'rij', naar de plaatsing van de sporenhoopjes.

## Kenmerken
Het geslacht omvat terrestrische varens gekenmerkt door kruipende of rechtopstaande, vertakte en geschubde wortelstokken en tot 5 m lange, in bundels staande bladen met een bruine, gegroefde bladsteel.
De bladschijf is lancetvormig, enkelvoudig gedeeld, met lederachtige, gesteelde, ovale tot lancetvormige blaadjes.
De sporenhoopjes staan meestal in doorlopende lijnen tussen de middennerf en de bladranden van de meest distale blaadjes. Er zijn geen dekvliesjes.

## Taxonomie
Acrostichum werd vroeger wel tot een aparte familie, de Acrostichaceae, gerekend. Het is door Smith et al. (2006) onder de Pteridaceae geplaatst.
Het geslacht telt drie soorten. De typesoort is Acrostichum aureum.

### Soortenlijst
- Acrostichum aureum L. (1753)
- Acrostichum danaeifolium Langsd. & Fisch.
- Acrostichum speciosum Willd
- Acrostichum urvillei (Fée) C.Presl